# Omfavn mig måne
Omfavn mig måne er en film instrueret af Elisabeth Rygård efter manuskript af Elisabeth Rygård, Yüksel Isik.

## Handling
Omfavn mig måne foregår i en lille tyrkisk landsby, hvor drengen Osman oplever tilværelsens op- og især nedture. Hans far er i dyb krise med farfaderen - de kan ikke tale sammen, hans mor er næsten konstant tvær og utilgængelig. Hvad er det for en verden, de voksne lever i. Det er ikke underligt, hvis den lille dreng har svært ved at forstå dem. Han prøver dog hele tiden at vige udenom den tillukkede voksenverden og leve et liv baseret på kærlighed i børnehøjde.
Filmens sange og filosofi er bl.a. inspireret Tyrkiets legendariske digter Asik Veysel.  

## Priser
Filmen og filmens originale soundtrack, komponeret af Mazlum Cimen, har været nomineret til flere danske og internationale priser.
Filmen har fået to priser:
- Hædrende omtale ved Lucas - International Festival of Films for Children and Young People, 2002. [4]
- Bedste kvindelige birolle til Tomris Incer ved Sadri Alisik Theatre and Cinema Awards, 2003.[5]

## Supplerende materiale
I forbindelse med filmen er også udgivet en bog i samarbejde med billedkunstneren Søs Brysch:
Rygård, Elisabeth (2002). Omfavn mig måne : skitser fra en films univers (1. udgave). Århus: Klim. ISBN 87-7955-149-1.